# Oudenaarde
Oudenaarde (francouzsky Audenarde) je město v belgické provincii Východní Flandry ve Vlámském regionu. Současně leží také ve Vlámském jazykovém společenství, kde se hovoří převážně vlámskou nizozemštinou. K městu je přidruženo celkem 13 obcí, které tvoří jeho předměstí. V roce 2013 zde žilo přes 30 tisíc obyvatel.
Město bylo známé především výrobou tapiserií a textilním průmyslem. Tato odvětví se rozvíjela až do 18. století, největší rozkvět a slávu zažily gobelíny v 16. století. Dnes je Oudenaarde známé především jako perla vlámských Arden.

## Historie

### Vznik města
Město bylo založeno roku 974 císařem Otou II. jako obrana německých území Svaté říše římské před Francií. Stalo se součástí opevněné linie na řece Šeldě a zároveň tvořilo jedno z hraničních měst mezi Svatou říší římskou a Francií na území Vlámska (další hraniční města byla Valenciennes a Antverpy). Město se rozrůstalo velice rychle, již v roce 1005 mělo několik kostelů a stalo se největším městem vévodství Lotharingie. V roce 1033 dobyl město vévoda Balduin IV. Flanderský, který tak získal důležitou pozici pro postup na císaře Jindřicha III. Černého, vládce Svaté říše římské. V roce 1047 založila manželka Balduina V. Flanderského v Oudenaarde benediktýnské opatství, a tak společně upevnili dobytou pozici jeho otce. V tomto období se do města stěhovaly rodiny obchodníků a řemeslníků z Francie, které překročily řeku Šeldu.

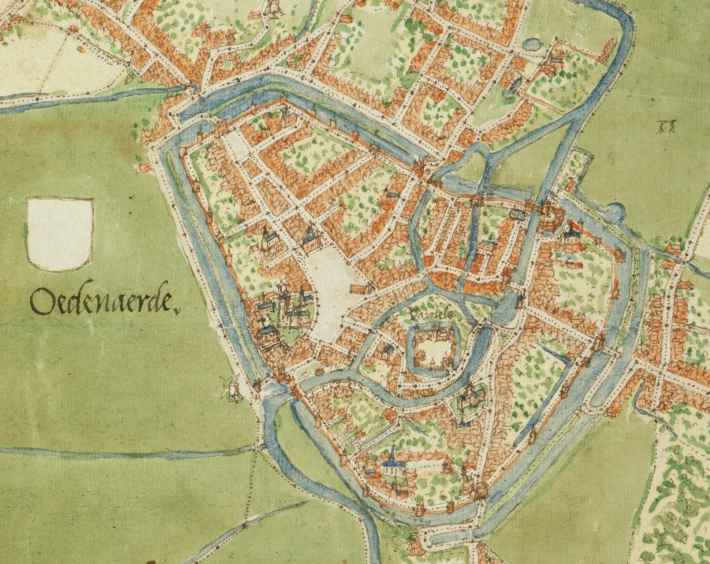
Oudenaarde okolo roku 1558

### Rozkvět
Od 11. století se ve městě začaly vyrábět zdobné tapiserie, které přispěly k prudkému rozkvětu města. Podstatný vliv na rozvoj a slávu města měla také výhodná pozice na řece Šeldě. V Oudenaarde postupně vyrostlo několik kostelů, klášterů a nemocnice. Ve středověku bylo známé jako kolébka flanderských hrabat a sídlo šlechty, neboť obrana byla zajištěna z jihu i severně od Gentu. V letech 1526–1537 byl v Oudenaarde postavena radnice a známý kostel svaté Walburgy. V roce 1522 zde několik měsíců pobýval král Karel V., kterému se později narodila dcera Markéta Parmská, místodržitelka Nizozemí.

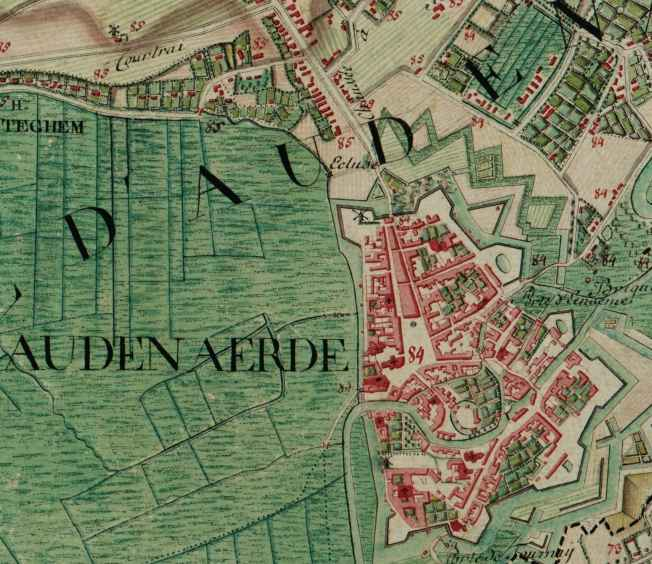
Oudenaarde okolo roku 1775

### Úpadek a novodobé dějiny
Obyvatelstvo Oudenaarde se v polovině 16. století vzbouřilo proti protestantské reformaci, přidalo se na stranu Gentu a společně bojovali proti císaři Karlu V. Roku 1582 bylo město dlouhodobě obléháno a nakonec se ho Markétin syn Alexander Farnese Parmský vzdal. Uprchlo odtud množství obyvatelstva, řemeslníků, obchodníků i šlechty. Protireformace přinesla do města nový společenský život a na krátkou dobu obnovila výrobu gobelínů. Největší sláva se mu již ale nevrátila. Francie zaútočila na Oudenaarde hned třikrát během následujícího století. Další významnou kapitolou v historii města byla v roce 1708 bitva u Oudenaarde, součást válek o dědictví španělské. Stalo se tak provincií Habsburků. Po roce 1790 trpělo Oudenaarde, stejně jako jiná města, následky Velké francouzské revoluce. První světovou válku dokumentuje několik památníků, které připomínají poničení částí města při bojích.

## Pamětihodnosti

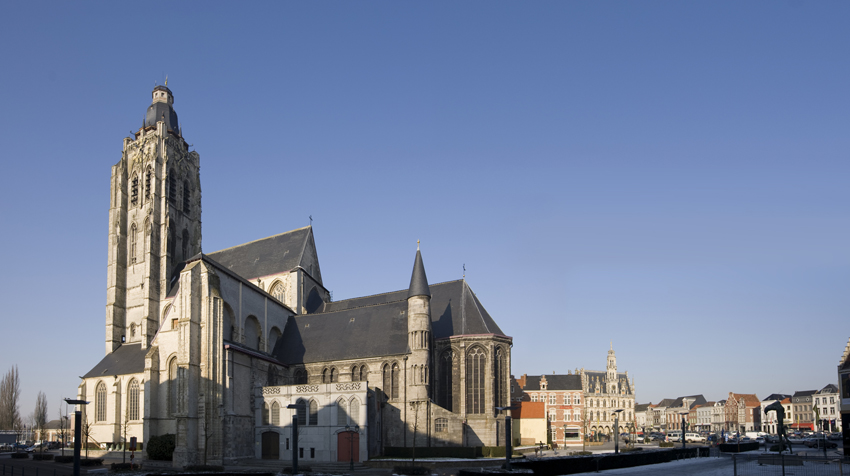
Kostel svaté Walburgy

Radnice Oudenaarde postavená v gotickém slohu a její zvonice byly v roce 1999 připsány na seznam světového dědictví UNESCO. V radnici se nachází unikátní kolekce tapiserií. Je zde také řada kostelů, mezi nejvýznamnější patří kostel Panny Marie z Pamele postavený v roce 1234 na břehu Šeldy a kostel svaté Walburgy. Ve městě sídlí také muzeum cyklistického závodu Kolem Flander. Od roku 2008 je Oudenaarde domovem nejmenšího belgického pivovaru Smisje Brewery, který dříve sídlil v Bruggách.

## Události
Mezi nejvýznamnější společenské události ve městě patří každoročně pořádaná pivní slavnost. Ta se koná vždy v červnu. Dalšími významnými událostmi jsou hudební festivaly a zemědělský veletrh. Na jaře zde vždy startuje ženská část závodu Kolem Flander (Ronde van Vlaanderen voor Vrouwen) a mužská část tudy prochází až ke kopci Koppenberg. Každých deset let je na náměstí Grote Markt pořádán květinový festival, kdy se na ploše náměstí zobrazí z květin obrazec. Poslední se uskutečnil v roce 2005.
Ve městě působí fotbalový klub K.S.V. Oudenaarde.

## Partnerská města
- Arras, Francie, 1990
- Bergen op Zoom, Nizozemsko, 1986
- Buzău, Rumunsko, 1991
- Castel Madama, Itálie, 1986
- Coburg, Německo, 1972
- Hastings, Velká Británie, 1991

## Galerie

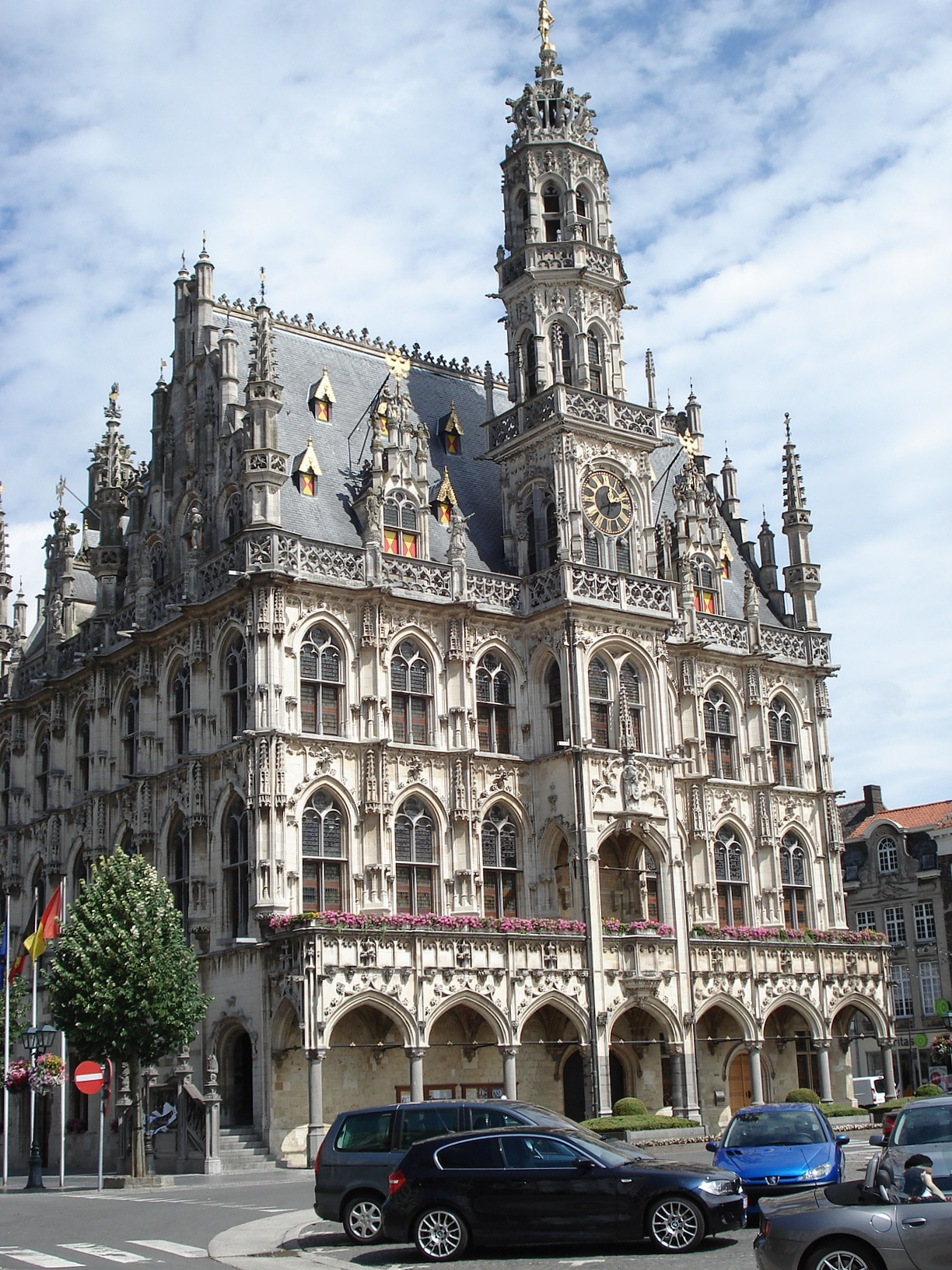
Radnice
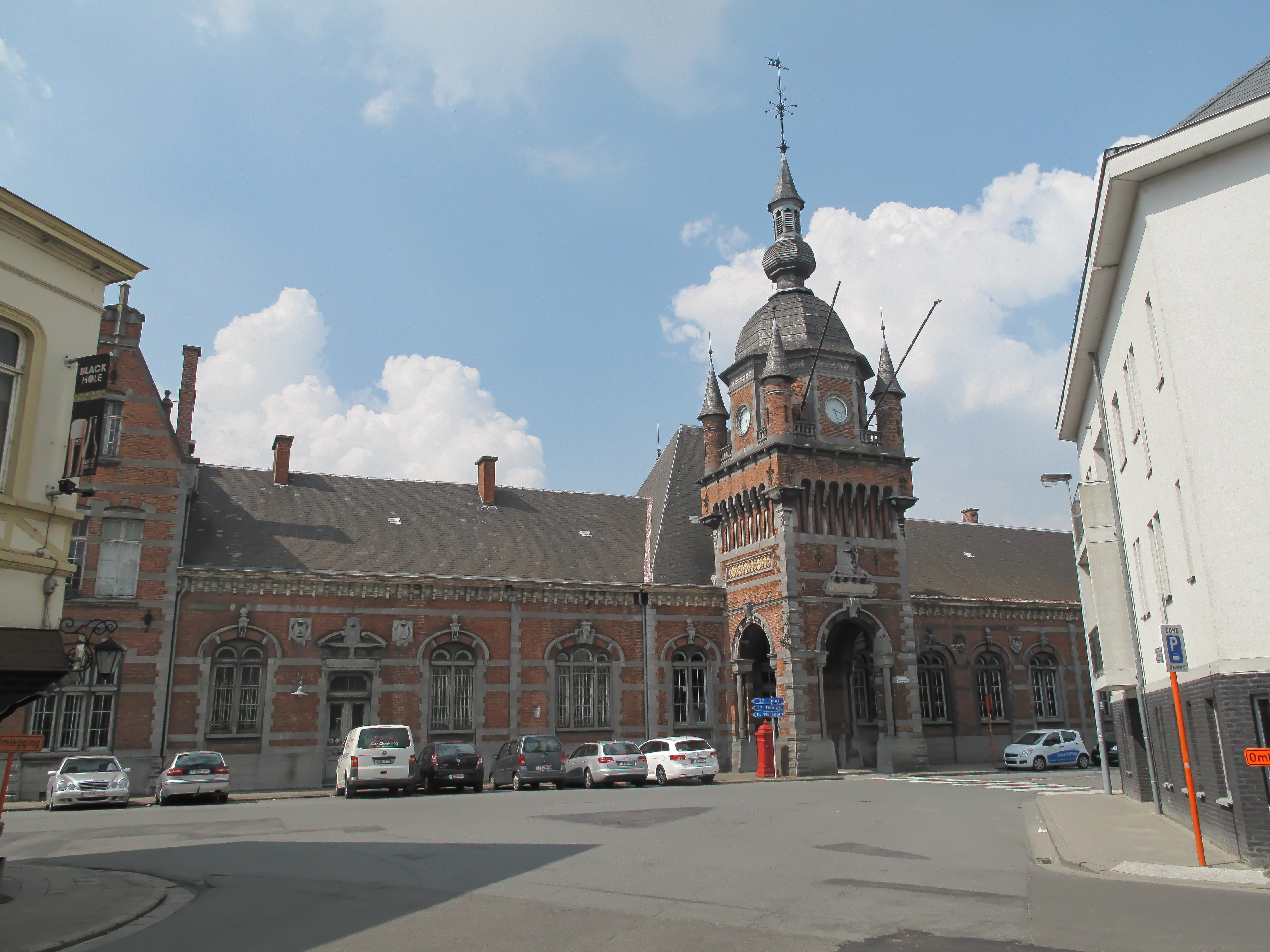
Vlakové nádraží
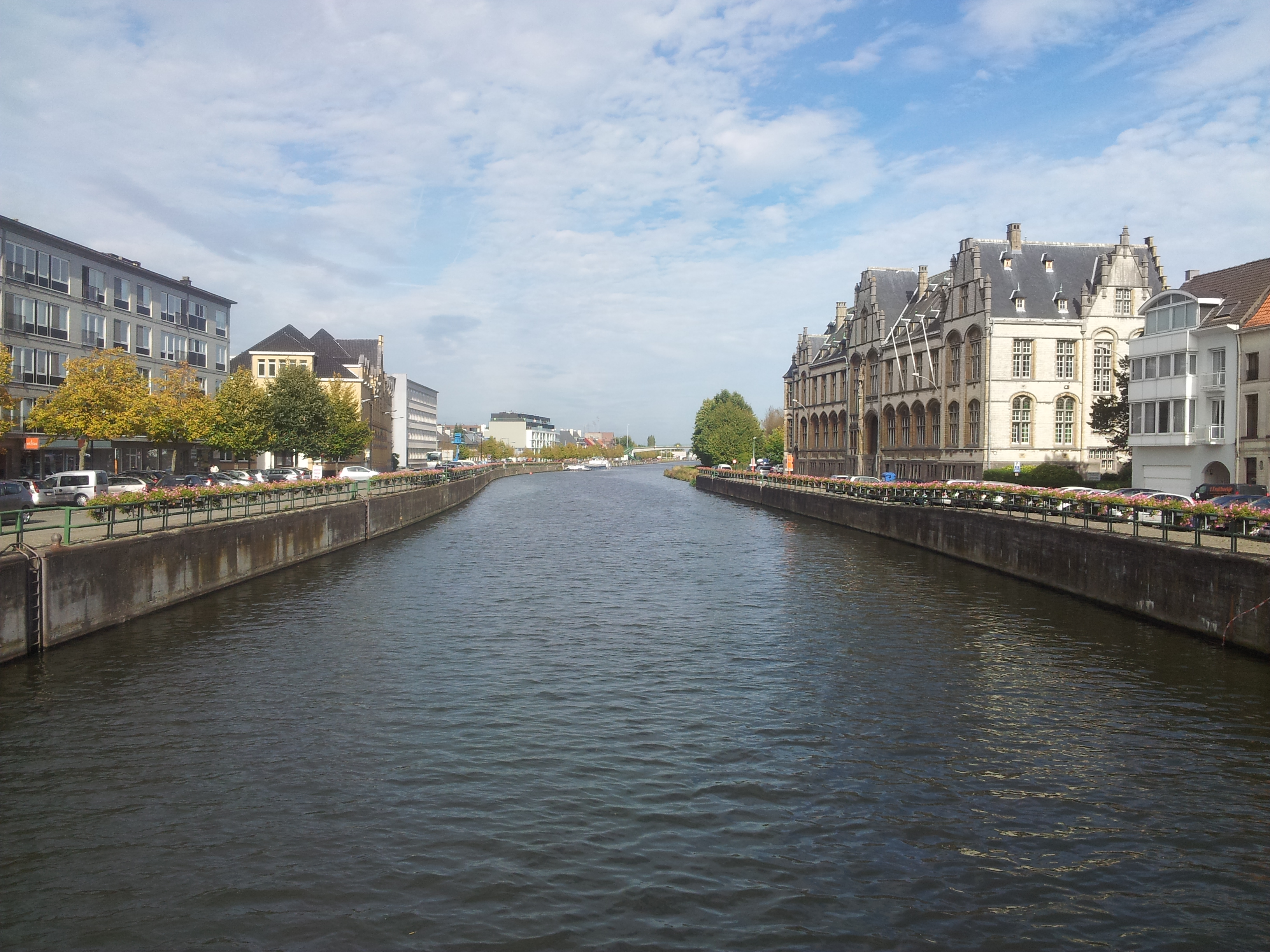
Řeka Šelda v Oudenaarde
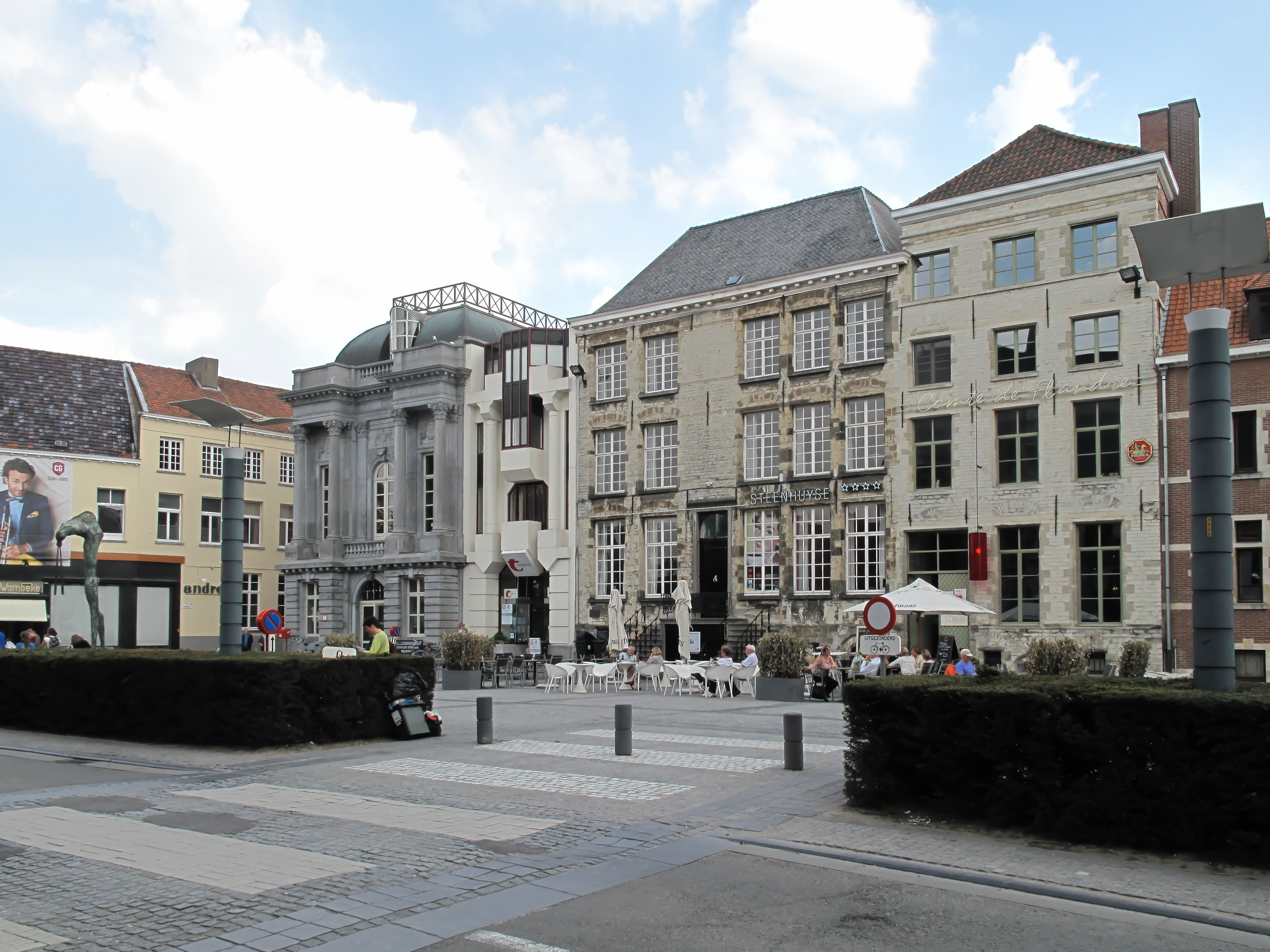
Historické domy v centru města